# Hirotsu Ryurō
Hirotsu Ryurō est un nom japonais traditionnel ; le nom de famille (ou le nom d'école), Hirotsu, précède donc le prénom (ou le nom d'artiste).
Hirotsu Ryūrō (広津 柳浪, 15 juillet 1861 - 25 octobre 1928) est le nom de plume d'un romancier de l'ère Meiji du Japon. Il est crédité de la création du genre « roman tragique » (悲惨小説, hisan shōsetsu) dans la littérature japonaise. Son véritable nom est Hirotsu Naoto.

## Jeunesse
Hirotsu naît à Nagasaki, province de Buzen (actuelle préfecture de Nagasaki), d'une famille de la classe des samouraï, originaire du domaine de Kurume. Son père a reçu une formation de médecin et se trouve à Nagasaki pour étudier la médecine occidentale à l'époque de la restauration de Meiji. Devenu diplomate sous le nouveau gouvernement de Meiji, il joue un rôle dans le contentieux Seikanron entre le Japon et la Corée.
Hirotsu est envoyé à Tokyo en 1874 pour étudier l'allemand, et s'inscrit à l'école préparatoire de médecine de l'université impériale de Tokyo, mais la quitte sans diplôme en 1877. L'année suivante, à l'invitation de Godai Tomoatsu, l'ami de son père, il s'installe à Osaka, et obtient un poste de fonctionnaire au Ministère de l'Agriculture de 1881 à 1885. À peu près à cette époque, il lit Au bord de l'eau, le classique de la littérature chinoise et le roman fantastique japonais Nansō Satomi Hakkenden de Kyokutei Bakin. Ces œuvres, et la mort de son père, marquent un tournant dans sa vie, et il décide d'abandonner la sécurité de son emploi au sein du gouvernement pour la vie d'écrivain.

## Carrière littéraire
En 1899, Hirotsu rencontre Ozaki Kōyō et se joint au groupe littéraire Ken'yusha. En 1895, il publie deux romans qui lui permettent d'obtenir la reconnaissance littéraire : Hemeden et Kurotogake. Ce sont les premiers d'un nouveau genre de la littérature japonaise, le « roman tragique ». Fortement influencées par les écrits gesaku de époque d'Edo, ses histoires sont remplies d'événements improbables ou incroyables, de mélodrame, de romantisme et de caractérisations assez figées. Ses intrigues se distinguent par une progression inexorable des protagonistes à travers une série d'expériences pathétiques et misérables vers la destruction imposée par un destin inflexible. Imado Shinju (« Suicide à Imado »), son titre le plus célèbre, est publié en 1896.
Hirotsu Ryurō cesse d'écrire en 1908 et meurt d'un arrêt cardiaque en 1928. Sa tombe se trouve au cimetière de Yanaka à Tokyo. L'écrivain Kazuo Hirotsu est son fils.

## Source de la traduction
- (en) Cet article est partiellement ou en totalité issu de l’article de Wikipédia en anglais intitulé « Hirotsu Ryūrō » (voir la liste des auteurs).